# Bélgica nos Jogos Olímpicos de Verão de 1912
A Bélgica participou dos Jogos Olímpicos de Verão de 1912 em Estocolmo, Suécia.